# صنبوبيات
صُنْبوبيات أو فصيلة بسيليدي (الاسم العلمي: Psilidae)، هي فصيلة حشرات من ذوات الجناحين. أنواعها لا تقل عن 38 منتشرة في معظم اقطار العالم. تألف المروج والغابات. ترغب في المواقع الرطبة. اجسامها هيفاء تطول من 1.5 إلى 10.